# Kubisme
 Denne artikel bør gennemlæses af en person med fagkendskab for at sikre den faglige korrekthed.
       → En del referencer til materiale på moma.org (MoMA, The Museum of Modern Art) er for upræcise, generelle eller '404'

Kubisme er en kunstnerisk stilperiode udviklet mellem 1908 og 1914 i et samarbejde mellem Pablo Picasso og Georges Braque. Ideen bag kubisme var at man kun kunne beskrive objektet hvis man viste det fra flere sider på én gang, stik imod perspektivlæren. Man ophæver det tredimensionelle rum og interesserer sig mere for beskrivelsen af motivet frem for det naturalistiske udtryk.
Kubisme er en avangardistisk, kunstnerisk stilperiode fra det begyndelsen af 1900-tallet, der revolutionerede europæisk maler- og skulpturkunst, og inspirerede til en lignende bevægelse i musikken[kilde mangler]. Kubisme har været betragtet som den mest indflydelsesrige kunstbevægelse i det 20. århundrede. Kubisme bliver oftest brugt i forbindelse med en bred vifte af kunst produceret i Paris (Montmartre, Montparnasse og Puteaux) i 1910'erne og op gennem 1920'erne.[kilde mangler]
Bevægelsen blev indledt af Georges Braque og Pablo Picasso, senere i følgeskab af Andre Lhote, Jean Metzinger, Albert Gleizes, Robert Delaunay, Henri Le Fauconnier, Fernand Léger og Juan Gris En primær indflydelse der ledte til Kubismen var hvordan den tre-dimensionelle form blev repræsenteret i sene værker af Paul Cézanne. Et retrospektiv af Cézannes værker havde været vist på efterårsudstillingen i Paris, Salon d'Automne i 1904, hans samtidsværker blev vist ved udstillingerne 1905 og 1906 på Salon d'Automne, efterfulgt af to erindrings-retrospektiver efter hans død i 1907. 
I kunstværker fra Kubismen bliver objektet analyseret, brudt op og samlet igen i en abstrakt form – i stedet for at afbilde objekterne fra et enkelt synspunkt, afbilder kunstneren emnet fra flere sider samtidig, for at vise emnet i en større kontekst. 
Kubismens indvirkning var meget langtstrækkende og ramte bredt. Kubismens idéer spredte sig globalt og udviklede sig i større eller mindre grad. Som essens var Kubismen årsag til en udviklingsproces der stod til grund for diversitet; det var forgængeren til en række forskellige kunstbevægelser.
I Frankrig, udviklede der sig udløbere fra Kubismen, heriblandt Orphism, Abstrakt kunst og senere Purisme.. I andre lande blev det til Futurisme, Suprematisme, Dada, Konstruktivisme, De Stijl og Art Deco der udvikledes som svar på Kubismen. 
Tidlige futuristiske malerier havde sammensmeltningen af fortid og fremtid, repræsentationen af forskellige synsvinkler i samme billede (også kaldet 'simultanitet') tilfælles med kubismen. Samtidig blev konstruktivismen inspireret af Picassos teknik og måde at skabe skulpturer fra flere separate elementer.Af andre fællestræk ved disse kunstbevægelser kan nævnes facetteringen og simplificeringen af geometriske former og associationerne til mekanisering og det moderne liv.
| - Eksempler på kubistiske værker - Pierre Dumont: Katedralen i Rouen, ca. 1912 Cathédrale de Rouen - Tobeen (Félix Bonnet): Pelota, 1912 Pelotaris - Francis Picabia: Procession i Sevilla, 1912 La Procession, Séville (en) - Francis Picabia: Forårsdans, 1912 Danse au printemps - Juan Gris: Mand på café, 1912 Homme dans un café |

| - Tadeusz Makowski: Kvinde med spande, ca. 1913 Woman with buckets - Fernand Léger: Landskab, 1913 Landscape - Gleizes: Kvinden med floks, 1910, La Femme aux Phlox (en) - Juan Gris: Persienner, 1914 The Sunblind / Die Jalousie - Umberto Boccioni: Under pergolaen i Napoli, 1914 Unter der Pergola in Neapel - Roger-Noël-François de La Fresnaye: Siddende mand, 1914 Sitzender Mann - Albert Gleizes: Træet, 1910 L'Arbre(en) - Diego Rivera: Le bock (ølkruset ?), 1917 Le bock - Juan Gris: Stilleben med bordeauxflaske, 1919 Stilleben mit Bordeuauxflasche - María Blanchard (en): Kubistisk komposition, 1919 Composición cubista |